# ENAER T-35 Pillán
L'ENAER T-35 Pillán (che significa diavolo, in lingua mapudungun vulcano o spirito ancestrale) è un addestratore basico monomotore turboelica prodotto dall'azienda aeronautica cilena ENAER, la quale per lo sviluppo si avvalse della collaborazione dell'azienda aeronautica statunitense Piper.
Il Pillán, caratterizzato dalla classica architettura ad ala bassa e l'abitacolo capace di ospitare 2 posti in tandem, ha ottenuto un discreto successo commerciale in America Latina.

## Storia del progetto
Il Pillán fu sviluppato negli anni ottanta dalla statunitense Piper basandosi sul progetto degli aerei da turismo Piper PA-28 Dakota e PA-321 Saratoga in base a una specifica emessa dal governo cileno per mettere in risalto la nascente industria aeronautica del paese quanto di realizzare un nuovo aeroplano leggero capace di svolgere sia il ruolo di addestratore basico che quello per le operazioni di antiguerriglia.
La Piper costruì i primi due prototipi - il primo dei quali volò nel 1981 - e successivamente la produzione fu impiantata in Cile, presso gli stabilimenti della Enaer. Il primo esemplare di costruzione interamente cilena effettuò il suo primo volo nel 1982, e dopo tre anni (nel 1985) di test statici e prove in volo fu avviata la produzione in serie.
Due sono le principali versioni prodotte: la A, per l'addestramento basico e la B, studiata per il volo strumentale. Un ulteriore sviluppo del piccolo monoplano è stata, nel 1987, la versione T-335TX Aucan, propulso da un motore a turboelica Allison 250-B17D, ma la produzione non fu mai avviata.
Il trainer cileno, la cui produzione è cessata nel 1991 dopo 7 anni ma ripreso per breve tempo nel 1998, venne realizzato in un totale di 154 esemplari ed è stato adottato da diverse forze aeree sudamericane; i principali operatori del velivolo sono la Fuerza Aérea de Chile e l'Ejército del Aire spagnolo.

## Varianti
Piper PA-28R-300 Pillan
designazione dei due prototipi.
T-35A
versione biposto da addestramento basico, equipaggiata con un motore Textron Lycoming IO-540-K1K5 da 300 hp (223 kW) e destinata alla Fuerza Aérea de Chile.
T-35B
versione biposto da addestramento al volo strumentale destinata alla Fuerza Aérea de Chile.
T-35C
versione biposto da addestramento basico destinata all'Ejército del Aire spagnolo, designato localmente come E.26 Tamiz.
T-35D
versione biposto da addestramento basico ed al volo strumentale destinata al Panama e Paraguay.
T-35DT
versione turboelica equipaggiata con un motore Allison 250-B17D da 420 ehp (313 kW) ed originariamente designata T-35XT.
T-35S
versione monoposto con capacità acrobatiche.
T-35T Aucan
sviluppo della versione turboelica.
Pillan 2000
versione aggiornata del T-35 Pillan.

## Utilizzatori

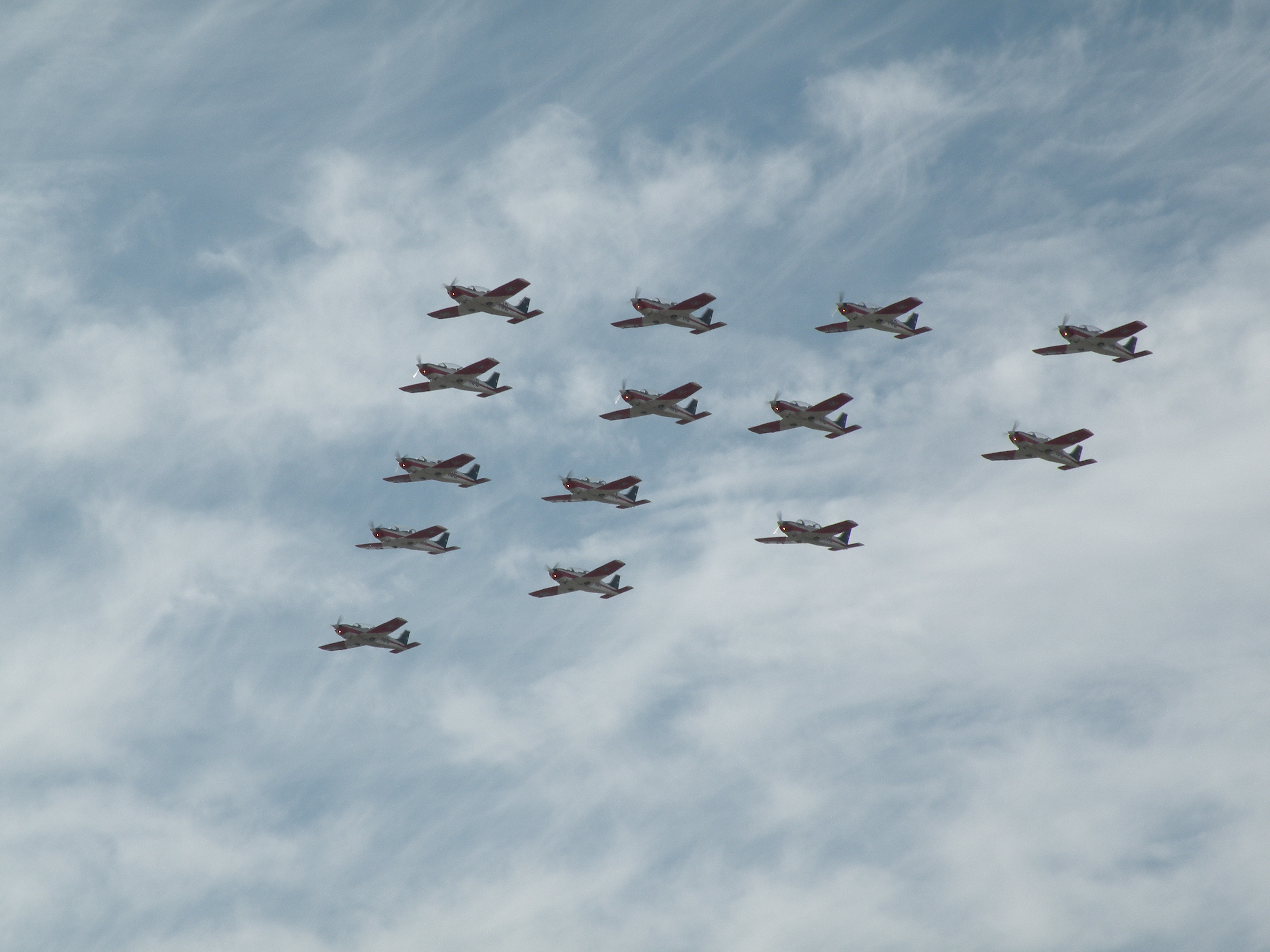
Una formazione di T-35 Pillán della Fuerza Aérea de Chile durante la parata del 19 settembre 2009.

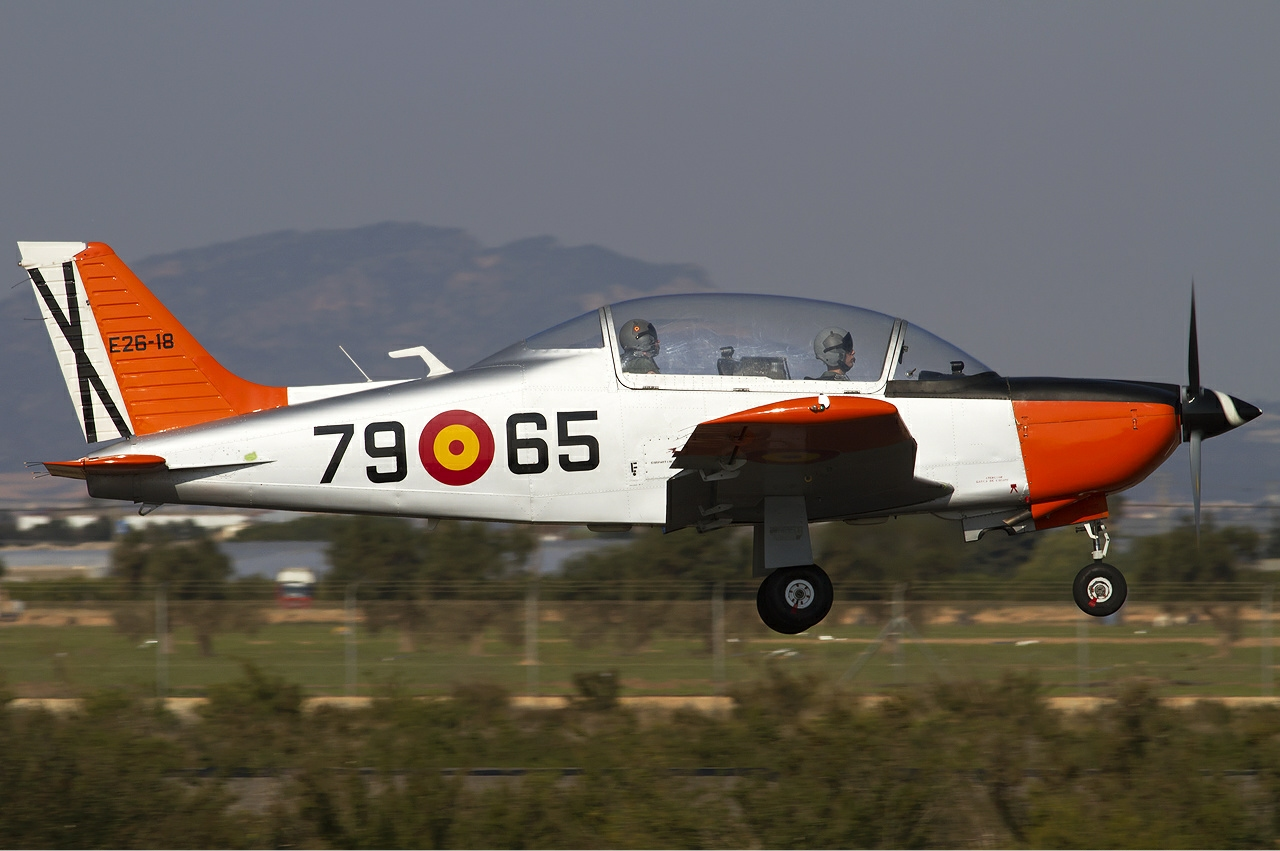
CASA T-35C Tamiz (ECH-51) dell'Ejército del Aire.

Cile
- Fuerza Aérea de Chile

33 esemplari, 19 esemplari versione A e 14 della variante B. 24 in servizio all'aprile 2018.
 Rep. Dominicana
- Fuerza Aérea Dominicana

8 T-35B consegnati a partire dall'ottobre del 1999. Ulteriori 7 T-35C ex Ejército del Aire y del Espacio spagnolo acquistati a luglio 2024. Tutti consegnati ad agosto 2024.
 Ecuador
- Aviación Naval Ecuatoriana

4 T-35B ex cileni ricevuti nel 2002, uno dei quali è stato perso nel 2015.
 El Salvador
- Fuerza Aérea Salvadoreña

5 T-35 di Pillan ordinati nel 1998, con consegne iniziate il 16 giugno 1998. Uno degli esemplari consegnati si schiantò nel corso della consegna, mentre un altro nel 2001, ma furono sostituiti da un analogo numero nel 2005. Fino a quel momento la FAS aveva due T-35A e tre T-35B. Nel 2014, un altro T-35 si è schiantato. Un altro esemplare è andato perso a gennaio 2020. 3 in servizio al gennaio 2020.
 Guatemala
- Fuerza Aérea Guatemalteca

4 T-35 consegnati. Risultano tutti in organico all'aprile 2021, ma molto probabilmente non in grado di volare.
 Panama
- Servicio Nacional Aeronaval

10 T-35B ricevuti alla fine degli anni ottanta. Nel 2025 gli esemplari ancora in organico risultavano immagazzinati da almeno una decina di anni. Erano utilizzati, oltre che nel ruolo di addestratori basici, anche per missioni di ricognizione diurna.
 Paraguay
- Fuerza Aérea Paraguaya

12 T-35 entrati in servizio nel 1992, 6 dei quali in servizio all'agosto 2022 ed in fase di aggiornamento.
 Spagna
- Ejército del Aire

41 T-35C (ridenominati E.26 Tamiz) consegnati tra il 1987 ed il 1989 e ritirati dal servizio il 6 giugno 2023. 7 T-35C sono stati ceduti alla Fuerza Aérea Dominicana a luglio 2024.

## Velivoli comparabili
Jugoslavia
- Utva Lasta

 Polonia
- PZL PZL-130 Orlik

 Svizzera
- Pilatus PC-7